# Linda Theme
A Linda Theme című instrumentális dal Vukán György és zenekarának 1983-ban komponált műve, mely a magyar Linda sorozat főcímzenéje.

## Előzmények
A Linda című filmsorozat főcímzenéje eddig semmilyen formátumban nem jelent meg, ezt pótolta a 2015. szeptember 21-én megjelent kiadvány, mely 7 inches kislemezen, illetve digitális formában letölthető volt Budabeats Records honlapjáról. A kislemez limitált 300 db-os példányszámban jelent meg. A dal "krimifunkos" jazz ihletésű dalán több generáció is felnőtt, és sikeres volt az 1983-as megjelenése óta. A főcímzene hivatalos kiadása 32 évnyi várakozást múlt felül.
A főcímzene elfeledett eredeti hanganyaga után Dj Bodoo kezdett el nyomozni 2009 tavaszán, majd Gát György segítségével jutott el Vukán Györgyhöz, a dal zeneszerzőjéhez, aki mint fogorvos praktizált, és úgy fogadta Dj Bodoot, aki másnap meg is kapta az említett hanganyagot, melyet a régi orsós magnóhoz is használt szalagokon kapta meg. Sajnos az eredeti mesterszalagokról nem volt tudomásuk. A szalagokon már a teljes dal hallgató, több Linda zenével együtt, melyet a filmben használtak, melyek a 2016-ban megjelent Linda Remixed albumon is hallhatóak.
Vukán meg volt győződve arról, hogy a Linda főcímzenéje már megjelent korábban hanglemezen, azonban ezt az állítását Dj Bodoo megcáfolta, mivel tényleg nem volt eddig hallható egyetlen Linda hanglemezen sem.
A kislemez B oldalán a Mindig Más nevű zenekar készített remixet még 2006-ban, majd a mostani kiadáshoz újra remixelték a dalt, és újrakeverték. Ez került fel a kislemezre, illetve ez a változat tölthető le. A dalt korábban egy Tilos bulin is előadta a zenekar.

## Megjelenések
7"  Budabeats Records BUBE-026
- A Vukán György & his Orchestra - Linda original theme - 03:10
- B Mindig Más - Linda rejam - 5:38

## Lemezborító
A borítón Kozma Péter és Ádám László főcíméből kiragadott képkocka látható.

## Plágiumvád
2019-ben Krisko Zoltán, a néhai Vukán György zeneszerző hagyatékának kezelője, pert indított a Marvel Entertainment, a Warner Chappell Music, a The Walt Disney Company, a FOX Corporation, a Buena Vista Television, az NBCUniversal Media Group, az Amazon.com, Inc. és az Apple Inc. ellen, valamint a zeneszerzők, Ron Wasserman, Shuki Levy és Haim Saban, akik azt állítják, hogy az animációs televíziós sorozat X-Men főcímdala a Linda főcímzenéből készült.
Rota Francesco műsorvezető 2019. október 25.-én Soul History című műsorában mutatta be, hogy álláspontja szerint a Linda főcímzenéjének alapjául szolgáló eredeti motívumot Frances Ruffino a torontói Parry Music Library kiadó és könyvtár filmzeneszerző művésze komponálta, és az 1982-es Glamour & Romance music for films, tv, radio válogatáslemez A6 dalaként csendült fel The Cool Look címen. Maga a lemez azon műsorok zenéit tartalmazza, melyek addigra népszerűvé váltak Amerikában, így legtöbb esetben az 1981-es év sikerei, tehát a Vukán György által 1983 második felében készített Linda Theme főcímzene szerinte már feldolgozás.